# Elendil
(Elendil, citato da Aragorn. Il ritorno del re, pag. 259, Bompiani, 2001.)
Elendil è un personaggio di Arda, l'universo immaginario creato dallo scrittore inglese J. R. R. Tolkien.

## Ideazione personaggio
Elendil è uno dei personaggi comprimari della Caduta di Númenor, testo risalente al 1930, quando Tolkien aveva solo abbozzato la storia della Prima Alleanza. Nel testo, Elendil affronta Thû (primo nome dato a Sauron) in un duello nel quale entrambi restano sconfitti. Nella prima versione, il personaggio di Elendil non ha questo nome e, ad affiancarlo, invece di Elrond, c'è Gil-galad. Il nome "Elendil" verrà aggiunto dall'autore solo nella seconda versione del testo. L'idea della morte di Elendil e del ritrovamento dell'Unico Anello da parte di Isildur, venne ideato da Tolkien in occasione dell'inizio della scrittura de Il Signore degli Anelli.
Elendil appare anche nel romanzo incompiuto The Lost Road, scritto contemporaneamente insieme a La caduta di Númenor. Come Tolkien spiega, "il principio guida [del romanzo] dovrebbe essere la ricomparsa di volta in volta nelle famiglie umane [...] di un padre e un figlio recanti i nomi che possono essere interpretati come un Amico della felicità e un Amico degli Elfi".
All'epoca della scrittura dei primi capitoli de Il Signore degli Anelli, Tolkien era indeciso su quale nome dare al personaggio: Valandil (poi nome scelto per il fratello di Elendil) o Orendi. Era anche indeciso su dove posizionare il regno di Elendil all'interno della geografia della Terra di Mezzo. Tolkien pensò di inserirlo nel Beleriand, poi a Gondor, vicino alla foce del Grande Fiume. In uno scritto alternativo de La caduta di Númenor, viene raccontato che Elendil eresse il suo regno a nord, mentre suo fratello Valandil a sud. Questa versione è, però, impossibile poiché i regni del sud e del nord vennero fondati solo tempo dopo dai figli di Elendil. Nelle successive versioni, Tolkien scrive che Elendil fondò il regno del sud, ma a partire dalla quinta versione scrive che Elendil fondò il regno del nord, mentre i suoi figli quello del sud.
Tolkien considerò per lungo tempo Elendil come "re di Númenóre", ma poi decise di scartare questa idea mentre stava scrivendo La caduta di Númenor.

## Biografia
Elendil fa parte del lignaggio di Elros in quanto membro della Casa di Andúnië, ed è il padre di Isildur e Anárion. Elendil fugge da Númenor prima della sua distruzione, assieme ai pochi Númenóreani rimasti fedeli ai Valar e all'amicizia con gli Eldar, raggiungendo la Terra di Mezzo, dove fonderà i regni in esilio di Arnor e Gondor.
Il re Ar-Pharazôn, dopo aver condotto in cattività Sauron nell'isola e instaurato il culto di Morgoth, sotto l'influsso di Sauron stesso, divenuto da prigioniero suo consigliere, porta al culmine la persecuzione contro gli Elendili, i cosiddetti Fedeli, amici degli Eldar. Amandil, consigliere del re e ultimo esponente della Casa di Andúnië avversa a Sauron, e suo figlio Elendil, che facevano entrambi parte della fazione dei Fedeli, si ritirano in Rómenna e ivi radunano tutti i membri della loro fazione rimasti ancora nella città portuale o in altri luoghi di Númenor.
Nella residenza di Amandil, viene segretamente piantato un frutto dell'albero Nimloth. Il frutto era stato rubato da Isildur poco prima che, su istigazione di Sauron, il re facesse abbattere l'albero.
Quando Ar-Pharazôn manifesta il proposito di dichiarare guerra addirittura ai Valar e di muovere alla conquista di Valinor, da Rómenna salpa Amandil nel disperato tentativo di raggiungere Valinor e ottenere udienza presso Manwë.
Dopo la partenza della poderosa flotta númenóreana verso Valinor, Elendil e i figli Isildur ed Anárion restano gli unici discendenti viventi di Elros, e insieme agli ultimi Fedeli fanno vela da Rómenna verso la Terra di Mezzo, portando con loro un alberello della linea di Nimloth il Bello, nato dal frutto rubato da Isildur e scampando l'orribile destino che avrebbe subito, di lì a poco, la gente e la terra di Númenor.
Elendil l'Alto, giunto nella Terra di Mezzo, vi fonda nel 3320 (S.E.) i Reami in Esilio: Arnor e Gondor. Arnor, il reame più settentrionale, viene retto da Elendil in persona, il cui trono è ad Annúminas, la capitale del regno. Gondor, il regno più meridionale, viene affidato da Elendil ai figli, che risiedono rispettivamente in Minas Ithil e Minas Anor (le future Minas Morgul e Minas Tirith).
Nel 3430 S.E. viene firmata l'Ultima Alleanza tra Uomini ed Elfi contro Sauron, ed in nome di tale alleanza, l'anno successivo, Elendil ed il Re Supremo dei Noldor, Gil-galad, partono in guerra contro Sauron, morendo entrambi ai piedi della Torre Oscura, nel 3441 (S.E.).
Isildur eresse per Elendil una tomba-monumento segreta ad Amon Anwar, poi trasferita a Rath Dínen, il luogo di riposo dei Re di Gondor.

### Famiglia
|  |  |  |  |         |         |         |         |         |         |         |         | Elros         |           |           |           |                             |                             |                             |                             |                             |                             |                       |                       |                       |                       |          |          |         |        |                 |                 |                 |                 |                 |                 |  |  |  |  |  |  |  |  |  |  |  |  |  |  |  |  |  |  |  |  |  |  |  |  |  |  |
|  |  |  |  |         |         |         |         |         |         |         |         |               |           |           |           |                             |                             |                             |                             |                             |                             |                       |                       |                       |                       |          |          |         |        |                 |                 |                 |                 |                 |                 |  |  |  |  |  |  |  |  |  |  |  |  |  |  |  |  |  |  |  |  |  |  |  |  |  |  |
|  |  |  |  |         |         |         |         |         |         |         |         | Re di Númenor |           |           |           |                             |                             |                             |                             |                             |                             |                       |                       |                       |                       |          |          |         |        |                 |                 |                 |                 |                 |                 |  |  |  |  |  |  |  |  |  |  |  |  |  |  |  |  |  |  |  |  |  |  |  |  |  |  |
|  |  |  |  |         |         |         |         |         |         |         |         |               |           |           |           |                             |                             |                             |                             |                             |                             |                       |                       |                       |                       |          |          |         |        |                 |                 |                 |                 |                 |                 |  |  |  |  |  |  |  |  |  |  |  |  |  |  |  |  |  |  |  |  |  |  |  |  |  |  |
|  |  |  |  |         |         |         |         |         |         |         |         | Silmariën     | Silmariën | Silmariën | Silmariën | Silmariën                   | Silmariën                   |                             |                             | Elatan di Andúnië           | Elatan di Andúnië           | Elatan di Andúnië     | Elatan di Andúnië     | Elatan di Andúnië     | Elatan di Andúnië     |          |          |         |        |                 |                 |                 |                 |                 |                 |  |  |  |  |  |  |  |  |  |  |  |  |  |  |  |  |  |  |  |  |  |  |  |  |  |  |
|  |  |  |  |         |         |         |         |         |         |         |         | Silmariën     | Silmariën | Silmariën | Silmariën | Silmariën                   | Silmariën                   |                             |                             | Elatan di Andúnië           | Elatan di Andúnië           | Elatan di Andúnië     | Elatan di Andúnië     | Elatan di Andúnië     | Elatan di Andúnië     |          |          |         |        |                 |                 |                 |                 |                 |                 |  |  |  |  |  |  |  |  |  |  |  |  |  |  |  |  |  |  |  |  |  |  |  |  |  |  |
|  |  |  |  |         |         |         |         |         |         |         |         |               |           |           |           |                             |                             |                             |                             |                             |                             |                       |                       |                       |                       |          |          |         |        |                 |                 |                 |                 |                 |                 |  |  |  |  |  |  |  |  |  |  |  |  |  |  |  |  |  |  |  |  |  |  |  |  |  |  |
|  |  |  |  |         |         |         |         |         |         |         |         |               |           |           |           | Valandil                    |                             |                             |                             |                             |                             |                       |                       |                       |                       |          |          |         |        |                 |                 |                 |                 |                 |                 |  |  |  |  |  |  |  |  |  |  |  |  |  |  |  |  |  |  |  |  |  |  |  |  |  |  |
|  |  |  |  |         |         |         |         |         |         |         |         |               |           |           |           |                             |                             |                             |                             |                             |                             |                       |                       |                       |                       |          |          |         |        |                 |                 |                 |                 |                 |                 |  |  |  |  |  |  |  |  |  |  |  |  |  |  |  |  |  |  |  |  |  |  |  |  |  |  |
|  |  |  |  |         |         |         |         |         |         |         |         |               |           |           |           | Signori di Andúnië          |                             |                             |                             |                             |                             |                       |                       |                       |                       |          |          |         |        |                 |                 |                 |                 |                 |                 |  |  |  |  |  |  |  |  |  |  |  |  |  |  |  |  |  |  |  |  |  |  |  |  |  |  |
|  |  |  |  |         |         |         |         |         |         |         |         |               |           |           |           |                             |                             |                             |                             |                             |                             |                       |                       |                       |                       |          |          |         |        |                 |                 |                 |                 |                 |                 |  |  |  |  |  |  |  |  |  |  |  |  |  |  |  |  |  |  |  |  |  |  |  |  |  |  |
|  |  |  |  |         |         |         |         |         |         |         |         |               |           |           |           | Amandil                     |                             |                             |                             |                             |                             |                       |                       |                       |                       |          |          |         |        |                 |                 |                 |                 |                 |                 |  |  |  |  |  |  |  |  |  |  |  |  |  |  |  |  |  |  |  |  |  |  |  |  |  |  |
|  |  |  |  |         |         |         |         |         |         |         |         |               |           |           |           |                             |                             |                             |                             |                             |                             |                       |                       |                       |                       |          |          |         |        |                 |                 |                 |                 |                 |                 |  |  |  |  |  |  |  |  |  |  |  |  |  |  |  |  |  |  |  |  |  |  |  |  |  |  |
|  |  |  |  |         |         |         |         |         |         |         |         |               |           |           |           | Elendil                     |                             |                             |                             |                             |                             |                       |                       |                       |                       |          |          |         |        |                 |                 |                 |                 |                 |                 |  |  |  |  |  |  |  |  |  |  |  |  |  |  |  |  |  |  |  |  |  |  |  |  |  |  |
|  |  |  |  |         |         |         |         |         |         |         |         |               |           |           |           |                             |                             |                             |                             |                             |                             |                       |                       |                       |                       |          |          |         |        |                 |                 |                 |                 |                 |                 |  |  |  |  |  |  |  |  |  |  |  |  |  |  |  |  |  |  |  |  |  |  |  |  |  |  |
|  |  |  |  |         |         |         |         |         |         |         |         |               |           |           |           |                             |                             |                             |                             |                             |                             |                       |                       |                       |                       |          |          |         |        |                 |                 |                 |                 |                 |                 |  |  |  |  |  |  |  |  |  |  |  |  |  |  |  |  |  |  |  |  |  |  |  |  |  |  |
|  |  |  |  |         |         |         |         |         |         | Isildur | Isildur | Isildur       | Isildur   | Isildur   | Isildur   |                             |                             |                             |                             |                             |                             | Anárion               | Anárion               | Anárion               | Anárion               | Anárion  | Anárion  |         |        |                 |                 |                 |                 |                 |                 |  |  |  |  |  |  |  |  |  |  |  |  |  |  |  |  |  |  |  |  |  |  |  |  |  |  |
|  |  |  |  |         |         |         |         |         |         | Isildur | Isildur | Isildur       | Isildur   | Isildur   | Isildur   |                             |                             |                             |                             |                             |                             | Anárion               | Anárion               | Anárion               | Anárion               | Anárion  | Anárion  |         |        |                 |                 |                 |                 |                 |                 |  |  |  |  |  |  |  |  |  |  |  |  |  |  |  |  |  |  |  |  |  |  |  |  |  |  |
|  |  |  |  |         |         |         |         |         |         |         |         |               |           |           |           |                             |                             |                             |                             |                             |                             |                       |                       |                       |                       |          |          |         |        |                 |                 |                 |                 |                 |                 |  |  |  |  |  |  |  |  |  |  |  |  |  |  |  |  |  |  |  |  |  |  |  |  |  |  |
|  |  |  |  | Elendur | Elendur | Elendur | Elendur | Elendur | Elendur |         |         | Ciryon        | Ciryon    | Ciryon    | Ciryon    | Ciryon                      | Ciryon                      |                             |                             |                             |                             | 3 figlie              | 3 figlie              | 3 figlie              | 3 figlie              | 3 figlie | 3 figlie |         |        | Meneldil        | Meneldil        | Meneldil        | Meneldil        | Meneldil        | Meneldil        |  |  |  |  |  |  |  |  |  |  |  |  |  |  |  |  |  |  |  |  |  |  |  |  |  |  |
|  |  |  |  | Elendur | Elendur | Elendur | Elendur | Elendur | Elendur |         |         | Ciryon        | Ciryon    | Ciryon    | Ciryon    | Ciryon                      | Ciryon                      |                             |                             |                             |                             | 3 figlie              | 3 figlie              | 3 figlie              | 3 figlie              | 3 figlie | 3 figlie |         |        | Meneldil        | Meneldil        | Meneldil        | Meneldil        | Meneldil        | Meneldil        |  |  |  |  |  |  |  |  |  |  |  |  |  |  |  |  |  |  |  |  |  |  |  |  |  |  |
|  |  |  |  |         |         |         |         | Aratan  | Aratan  | Aratan  | Aratan  | Aratan        | Aratan    |           |           | Valandil                    | Valandil                    | Valandil                    | Valandil                    | Valandil                    | Valandil                    |                       |                       |                       |                       |          |          |         |        | Cemendur        | Cemendur        | Cemendur        | Cemendur        | Cemendur        | Cemendur        |  |  |  |  |  |  |  |  |  |  |  |  |  |  |  |  |  |  |  |  |  |  |  |  |  |  |
|  |  |  |  |         |         |         |         | Aratan  | Aratan  | Aratan  | Aratan  | Aratan        | Aratan    |           |           | Valandil                    | Valandil                    | Valandil                    | Valandil                    | Valandil                    | Valandil                    |                       |                       |                       |                       |          |          |         |        | Cemendur        | Cemendur        | Cemendur        | Cemendur        | Cemendur        | Cemendur        |  |  |  |  |  |  |  |  |  |  |  |  |  |  |  |  |  |  |  |  |  |  |  |  |  |  |
|  |  |  |  |         |         |         |         |         |         |         |         |               |           |           |           | Re di Arnor Re di Arthedain | Re di Arnor Re di Arthedain | Re di Arnor Re di Arthedain | Re di Arnor Re di Arthedain | Re di Arnor Re di Arthedain | Re di Arnor Re di Arthedain |                       |                       |                       |                       |          |          |         |        | Re di Gondor    | Re di Gondor    | Re di Gondor    | Re di Gondor    | Re di Gondor    | Re di Gondor    |  |  |  |  |  |  |  |  |  |  |  |  |  |  |  |  |  |  |  |  |  |  |  |  |  |  |
|  |  |  |  |         |         |         |         |         |         |         |         |               |           |           |           | Re di Arnor Re di Arthedain | Re di Arnor Re di Arthedain | Re di Arnor Re di Arthedain | Re di Arnor Re di Arthedain | Re di Arnor Re di Arthedain | Re di Arnor Re di Arthedain |                       |                       |                       |                       |          |          |         |        | Re di Gondor    | Re di Gondor    | Re di Gondor    | Re di Gondor    | Re di Gondor    | Re di Gondor    |  |  |  |  |  |  |  |  |  |  |  |  |  |  |  |  |  |  |  |  |  |  |  |  |  |  |
|  |  |  |  |         |         |         |         |         |         |         |         |               |           |           |           |                             |                             |                             |                             |                             |                             |                       |                       |                       |                       |          |          | Ondoher |        |                 |                 |                 |                 |                 |                 |  |  |  |  |  |  |  |  |  |  |  |  |  |  |  |  |  |  |  |  |  |  |  |  |  |  |
|  |  |  |  |         |         |         |         |         |         |         |         |               |           |           |           |                             |                             |                             |                             |                             |                             |                       |                       |                       |                       |          |          |         |        |                 |                 |                 |                 |                 |                 |  |  |  |  |  |  |  |  |  |  |  |  |  |  |  |  |  |  |  |  |  |  |  |  |  |  |
|  |  |  |  |         |         |         |         |         |         |         |         |               |           |           |           | Arvedui                     | Arvedui                     | Arvedui                     | Arvedui                     | Arvedui                     | Arvedui                     |                       |                       | Fíriel                | Fíriel                | Fíriel   | Fíriel   | Fíriel  | Fíriel |                 |                 |                 |                 |                 |                 |  |  |  |  |  |  |  |  |  |  |  |  |  |  |  |  |  |  |  |  |  |  |  |  |  |  |
|  |  |  |  |         |         |         |         |         |         |         |         |               |           |           |           | Arvedui                     | Arvedui                     | Arvedui                     | Arvedui                     | Arvedui                     | Arvedui                     |                       |                       | Fíriel                | Fíriel                | Fíriel   | Fíriel   | Fíriel  | Fíriel |                 |                 |                 |                 |                 |                 |  |  |  |  |  |  |  |  |  |  |  |  |  |  |  |  |  |  |  |  |  |  |  |  |  |  |
|  |  |  |  |         |         |         |         |         |         |         |         |               |           |           |           |                             |                             |                             |                             |                             |                             |                       |                       |                       |                       |          |          |         |        |                 |                 |                 |                 |                 |                 |  |  |  |  |  |  |  |  |  |  |  |  |  |  |  |  |  |  |  |  |  |  |  |  |  |  |
|  |  |  |  |         |         |         |         |         |         |         |         |               |           |           |           |                             |                             |                             |                             | Capitani dei Dúnedain       | Capitani dei Dúnedain       | Capitani dei Dúnedain | Capitani dei Dúnedain | Capitani dei Dúnedain | Capitani dei Dúnedain |          |          | Elrond  | Elrond | Elrond          | Elrond          | Elrond          | Elrond          |                 |                 |  |  |  |  |  |  |  |  |  |  |  |  |  |  |  |  |  |  |  |  |  |  |  |  |  |  |
|  |  |  |  |         |         |         |         |         |         |         |         |               |           |           |           |                             |                             |                             |                             | Capitani dei Dúnedain       | Capitani dei Dúnedain       | Capitani dei Dúnedain | Capitani dei Dúnedain | Capitani dei Dúnedain | Capitani dei Dúnedain |          |          | Elrond  | Elrond | Elrond          | Elrond          | Elrond          | Elrond          |                 |                 |  |  |  |  |  |  |  |  |  |  |  |  |  |  |  |  |  |  |  |  |  |  |  |  |  |  |
|  |  |  |  |         |         |         |         |         |         |         |         |               |           |           |           |                             |                             |                             |                             | Aragorn                     | Aragorn                     | Aragorn               | Aragorn               | Aragorn               | Aragorn               |          |          | Arwen   | Arwen  | Arwen           | Arwen           | Arwen           | Arwen           |                 |                 |  |  |  |  |  |  |  |  |  |  |  |  |  |  |  |  |  |  |  |  |  |  |  |  |  |  |
|  |  |  |  |         |         |         |         |         |         |         |         |               |           |           |           |                             |                             |                             |                             | Aragorn                     | Aragorn                     | Aragorn               | Aragorn               | Aragorn               | Aragorn               |          |          | Arwen   | Arwen  | Arwen           | Arwen           | Arwen           | Arwen           |                 |                 |  |  |  |  |  |  |  |  |  |  |  |  |  |  |  |  |  |  |  |  |  |  |  |  |  |  |
|  |  |  |  |         |         |         |         |         |         |         |         |               |           |           |           |                             |                             |                             |                             |                             |                             |                       |                       |                       |                       |          |          |         |        |                 |                 |                 |                 |                 |                 |  |  |  |  |  |  |  |  |  |  |  |  |  |  |  |  |  |  |  |  |  |  |  |  |  |  |
|  |  |  |  |         |         |         |         |         |         |         |         |               |           |           |           |                             |                             |                             |                             |                             |                             |                       |                       |                       |                       |          |          |         |        |                 |                 |                 |                 |                 |                 |  |  |  |  |  |  |  |  |  |  |  |  |  |  |  |  |  |  |  |  |  |  |  |  |  |  |
|  |  |  |  |         |         |         |         |         |         |         |         |               |           |           |           |                             |                             |                             |                             | Eldarion                    | Eldarion                    | Eldarion              | Eldarion              | Eldarion              | Eldarion              |          |          |         |        | almeno 2 figlie | almeno 2 figlie | almeno 2 figlie | almeno 2 figlie | almeno 2 figlie | almeno 2 figlie |  |  |  |  |  |  |  |  |  |  |  |  |  |  |  |  |  |  |  |  |  |  |  |  |  |  |
|  |  |  |  |         |         |         |         |         |         |         |         |               |           |           |           |                             |                             |                             |                             | Eldarion                    | Eldarion                    | Eldarion              | Eldarion              | Eldarion              | Eldarion              |          |          |         |        | almeno 2 figlie | almeno 2 figlie | almeno 2 figlie | almeno 2 figlie | almeno 2 figlie | almeno 2 figlie |  |  |  |  |  |  |  |  |  |  |  |  |  |  |  |  |  |  |  |  |  |  |  |  |  |  |
|  |  |  |  |         |         |         |         |         |         |         |         |               |           |           |           |                             |                             |                             |                             | Re dei Regni Riuniti        |                             |                       |                       |                       |                       |          |          |         |        |                 |                 |                 |                 |                 |                 |  |  |  |  |  |  |  |  |  |  |  |  |  |  |  |  |  |  |  |  |  |  |  |  |  |  |